# Johann Karl Serényi
Johann Karl Graf Serényi von Kis-Serény (* ca. 1640; † 5. Januar 1691) war ein kaiserlicher Feldmarschall und Hofkriegsrat.

## Leben
Er stammte aus dem ungarisch-österreichischen Adelsgeschlecht Serényi von Kis-Serény. Seine Eltern waren der mährische Landeshauptmann Gabriel Serényi (1598–1664) und Elisabeth geb. Zahradecky von Zahradek (1610–1665). Die Familie erhielt am 7. April 1656 den erblichen Grafenstand. Johann Karl Serényi trat in jungen Jahren ins Militär ein. Kaiser Leopold I. ernannte ihn am 22. April 1672 zum Kämmerer. Im gleichen Jahr wurde er Obrist-Inhaber eines neu aufgestellten Fuß-Regiments, des späteren Infanterie-Regiments Nr. 25, das während des Holländischen Krieges am Rhein und im Elsass eingesetzt wurde. Als Feldmarschall-Leutnant zeichnete sich Serényi 1683 bei der Zweiten Wiener Türkenbelagerung und 1686 bei der Belagerung von Ofen aus. Darauf avancierte er zum Feldmarschall und Hofkriegsrat. Am 10. Juni 1690 stiftete er aus den Herrschaften Swietlau und Millotitz ein Majorat. Das Fideikommiss übertrug er am 31. Dezember 1690 seinem ältesten Sohn Karl Anton.

## Familie
Johann Karl Serényi war verheiratet mit Barbara geb. Gräfin von Löwenstein (* 23. Oktober 1655; † 8. November 1698), Witwe der Grafen Erich Adam (Adolph) von Salm († 1679). Aus der Ehe gingen folgende Kinder hervor:
- Maria Franziska (* 28. August 1679; † 10. August 1707) ⚭ Johann Anton Gotthard von Schaffgotsch (* 19. April 1675; † 19. März 1742)
- Karl Anton (* 26. November 1681; † 18. September 1746)[3] ⚭ 1709 Therese Gräfin Sternberg (* 30. Oktober 1678; † 17. Januar 1759)
- Maria Anna (* 3. Februar 1684; † 25. Dezember 1711) ⚭  Graf Franz Gondola († 1717), General der Kavallerie[4]
- Karl Joseph (* 4. Juni 1686; † 3. Februar 1742) ⚭ 1718 Maria Elisabeth Gräfin Waldstein (* 7. Oktober 1697; † 3. April 1787)
- Leopold (* 1688; † 1717), Malteser